# Mikrós Prínos
Mikrós Prínos, en  : Μικρός Πρίνος, également appelé Mikró Kazavíti () ou Parachóra (Παραχώρα), est un village sur l'île de Thasos, en Macédoine-Orientale-et-Thrace, Grèce.
Selon le recensement de 2011, la population du village compte 30 habitants.